# Національний технічний університет України «Київський політехнічний інститут імені Ігоря Сікорського»
Націона́льний техні́чний університе́т Украї́ни «Ки́ївський політехні́чний інститу́т і́мені Ігоря Сікорського» — заклад вищої освіти інженерного профілю, заснований в Києві 1898 року; на сьогодні це один із найбільших університетів України за кількістю студентів з широким переліком спеціальностей і освітніх програм для підготовки фахівців з технічних і гуманітарних наук. З 2009 до 2014 року мав статус автономного дослідницького університету. Очолює рейтинг найкращих ВНЗ в Україні.

## Історія

### Заснування

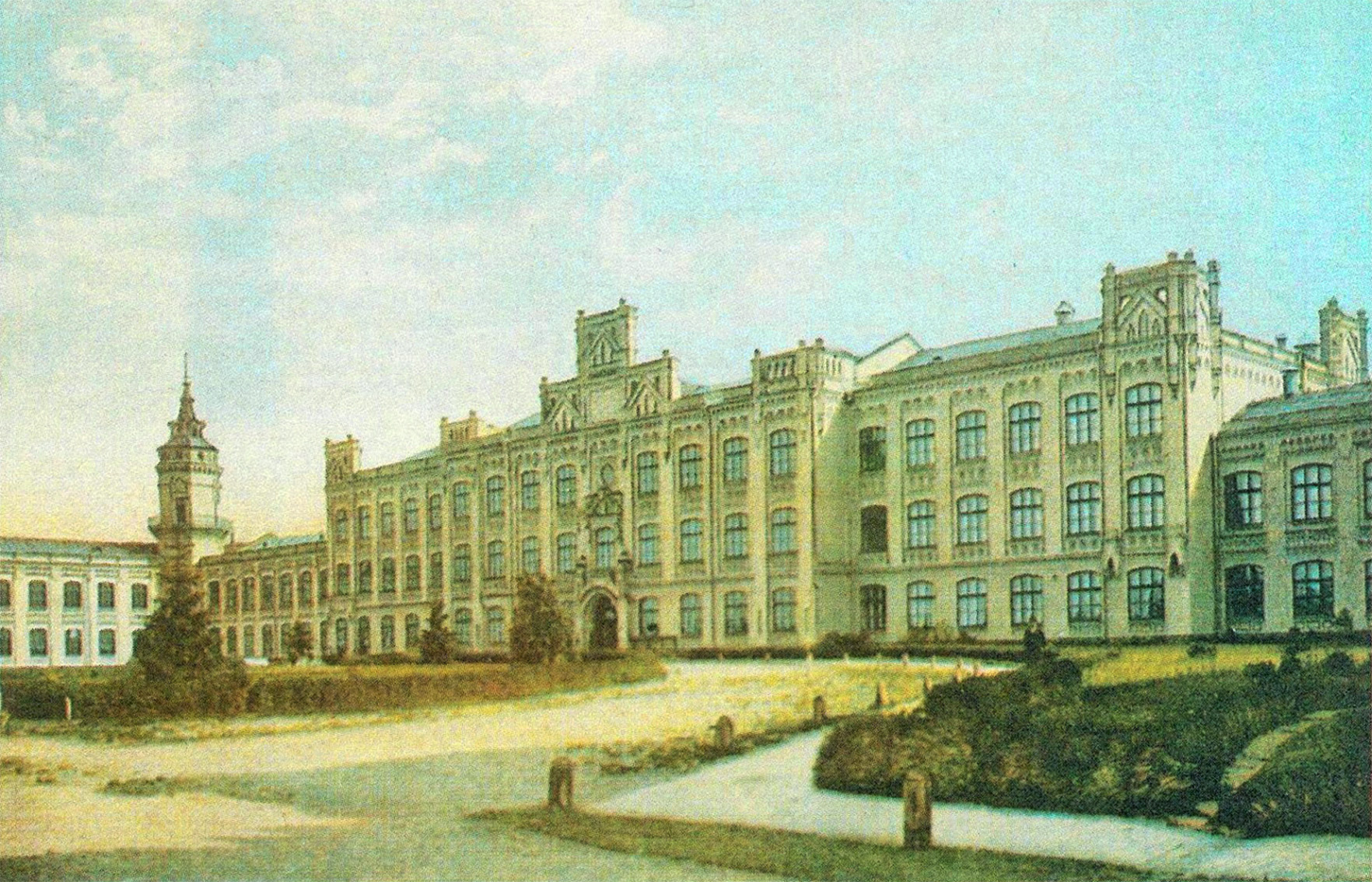
Листівка XX ст., на якій зображений головний корпус КПІ

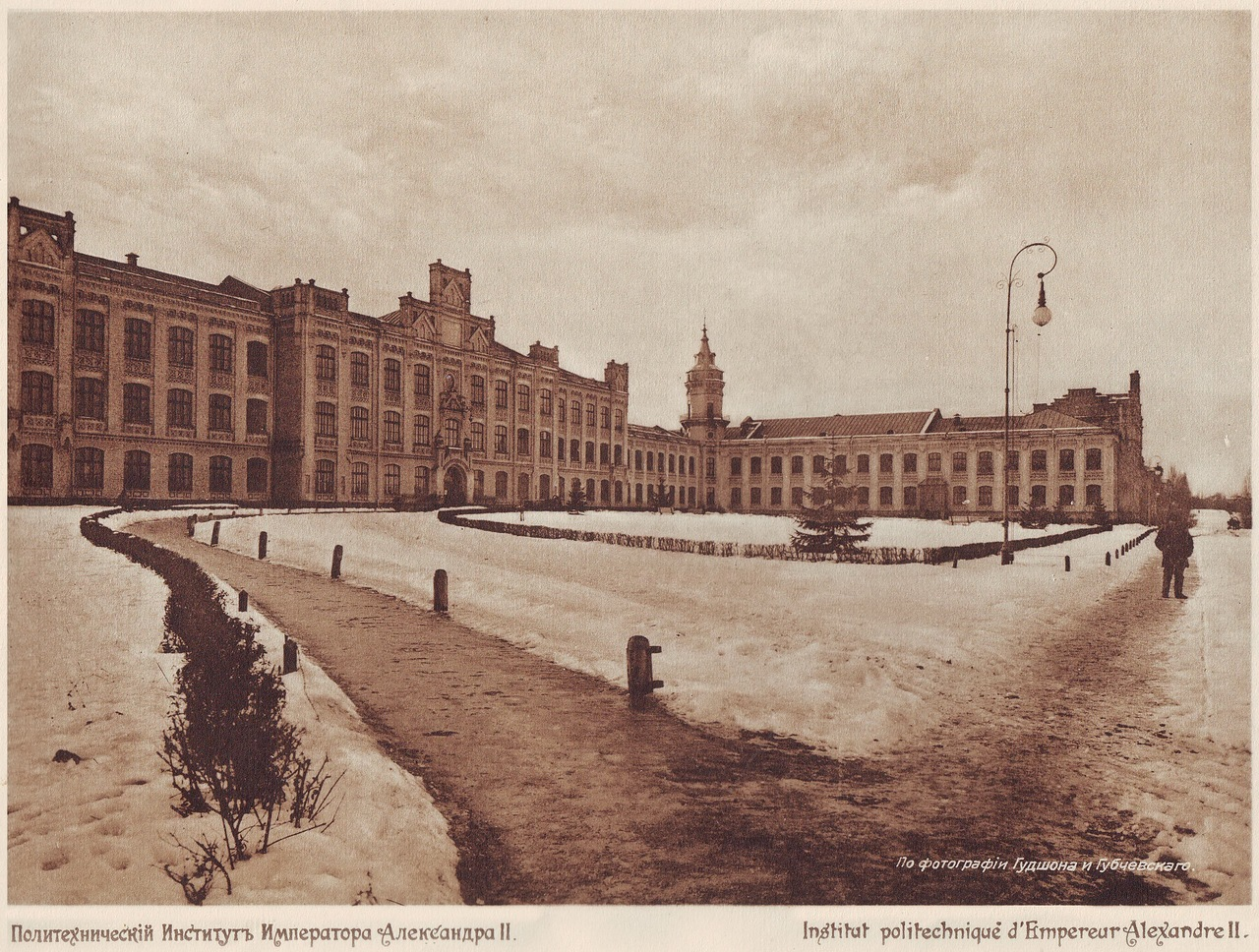
Політехнічний інститут, початок 1910-х років

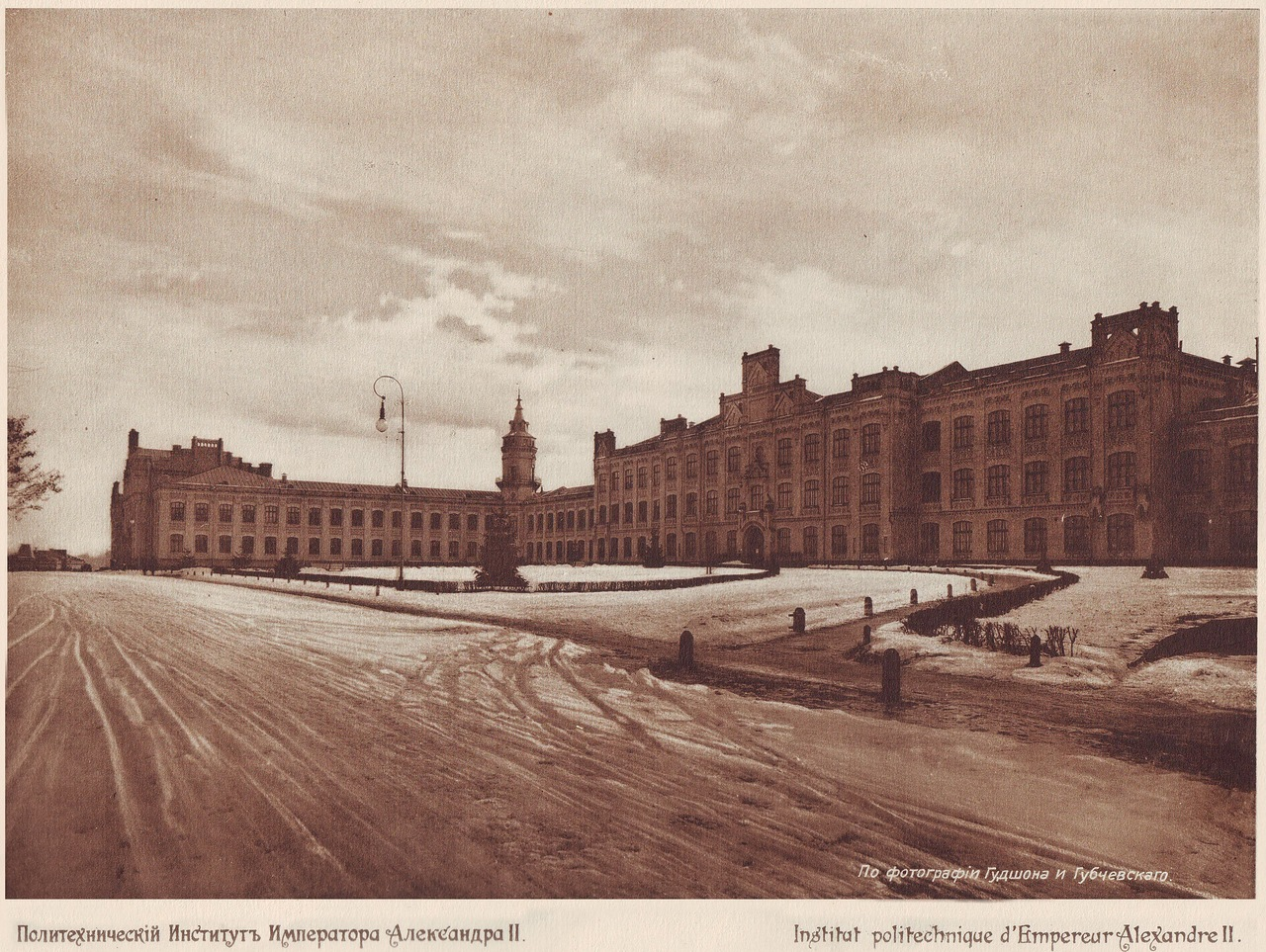
Політехнічний інститут, початок 1910-х років

Рішення про заснування у Києві Політехнічного інституту було ухвалено 25 листопада 1896 року на приватній нараді, яка відбулася в будинку почесного громадянина міста, комерційного радника Лазаря Бродського за участю представників міської влади, адміністрації Південно-західної залізниці, інженерів та промисловців. Згідно з ухваленим протоколом навчальний заклад мав бути політехнічним інститутом за типом і складатися з кількох відділів різних спеціальностей, за прикладом політехнікумів у Цюриху, Мюнхені, Відні, Карлсруе, Ризі тощо.
На заснування інституту було зібрано добровільні пожертви загальною сумою 1 000 374 крб. 53 коп. при вартості будівництва і обладнання інституту 2 650 000 карбованців. Серед організацій та людей, які внесли кошти, були: Київська міська Дума — 300 000 крб., Терещенко з синами — 150 000 крб., Л.Бродський — 100 000 крб.; М. Хряков — 75 000 крб., Київський земельний банк — 15 000 крб., Товариство Красилівського цукрового заводу — 2 000 крб., загалом 139 товариств, банків, заводів, установ, окремих громадян. Науково-методичну допомогу під час організації та становлення інституту надали корифеї російської науки Д. І. Менделєєв, М. Є. Жуковський, К. А. Тімірязєв, А. О. Ковалевський та інші.
У конкурсі на проєкти споруд Політехнічного інституту взяли участь відомі архітектори: Бенуа, Гоген, Кітнер, Кобелєв, Померанцев, Цендер та Шретер. Найкращим був визнаний проєкт професора І. С. Кітнера з девізом «Prestissimo», але оскільки він жив у Санкт-Петербурзі і не мав змоги безпосередньо керувати ходом робіт, будівництво очолив архітектор Кобелєв.
Першим директором політехнічного інституту було призначено 30 січня 1898 року видатного ученого і талановитого організатора вищої технічної освіти професора Віктора Кирпичова. За його сприяння в інституті почали працювати К. Зворикін — один з основоположників науки про різання металів, Сергій Реформатський — хімік, органік, автор відкриття, названого реакцією Реформатського, широко вживаного для дослідження і синтезу складних природних сполук; Георгій Де-Метц — фізик і методист, авторитет в галузі радіоактивності, укладач першого в Україні курсу методики викладання фізики в школах; Микола Делоне — фахівець у галузі механіки, один з піонерів планеризму, популяризатор авіаційних знань в Україні; Євген Вотчал — засновник школи українських фізіологів рослин, один із організаторів інституту селекції.
У червні 1898 р. оголошено набір перших студентів: на 330 місць було подано 1100 заяв, було зараховано 360 осіб. Перший випуск студентів відбувся в 1903 році — диплом отримало 93 випускника. Першим головою Державної екзаменаційної комісії КПІ 1903 року став Д. І. Менделєєв, який дав спеціалістам високу оцінку і наголосив на тому, що крім теоретичних знань, студенти КПІ набувають ще й практичних навичок.
Інститут зростав і поповнювався матеріальною базою до 1941 року. 1941 року інститут було евакуйовано до Ташкенту, де він діяв у складі Середньоазіатського індустріального інституту.

### Середина XX ст.

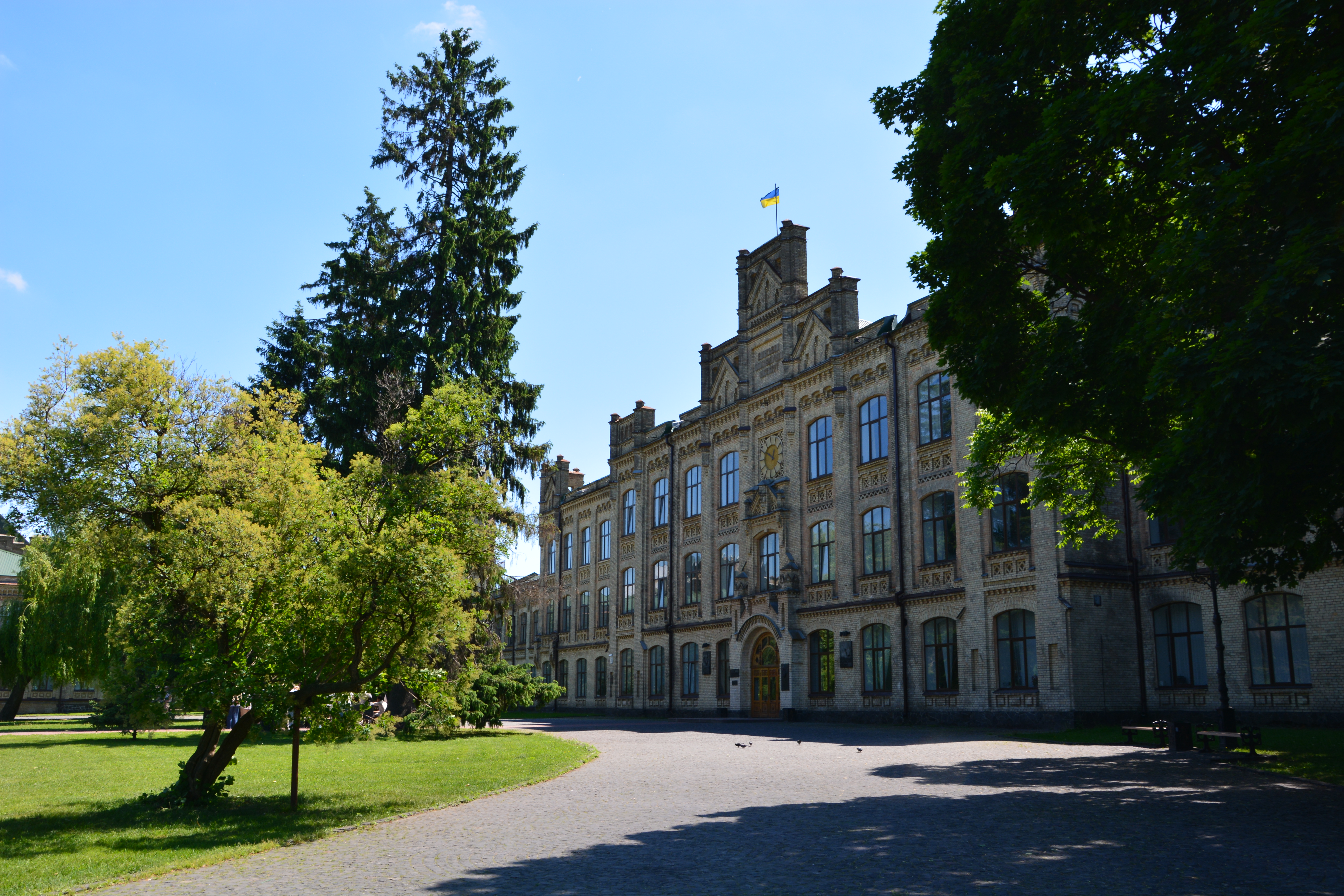
Головний вхід

Визволення Києва у листопаді 1943 року, дало можливість відновити роботу інституту: почалася реєстрація викладачів, співробітників, студентів, які поверталися до інституту. Вже у другій половині січня 1944 р. почала працювати приймальна комісія для набору студентів на перший курс і поновлення студентів старших курсів. Усі зусилля колективу інституту було спрямовано на відновлення навчально-матеріальної бази, адже унаслідок нацистської окупації та жорстоких боїв за Київ було зруйновано більше половини загальної площі навчальних приміщень, згоріли гуртожитки, пограбовано майно. Завдяки внесенню інституту до списку найважливіших промислових і транспортних вишів країни, студенти всіх курсів звільнялися від призову до Радянської Армії, їм надавалась підвищена стипендія (передусім це стосувалось студентів, які опановували спеціальності з ливарного, ковальського, пресового та хімічного виробництва). Оскільки терміни відбудовчих робіт будівельниками порушувалися, то влітку 1945 р. студенти і викладачі добровільно упродовж місяця канікулярної відпустки виконували невідкладні будівельні роботи.
Велике значення для підвищення якості підготовки фахівців мали науково-дослідна робота і залучення до неї студентів, особливо старших курсів. Основною формою їх участі у дослідницькій роботі в повоєнні роки були наукові гуртки, на основі яких у квітні 1946 р. в інституті утворилося студентське науково-технічне товариство. На час створення, воно мало дев'ять секцій, що об'єднали 30 гуртків за спеціальностями і близько 500 студентів. Керували секціями провідні науковці інституту.
За всю історію існування ВНЗ очолювало 23 ректори.
За довгий період існування назва інституту змінювалась декілька разів:
- 1898—1918 рр. — Київський політехнічний інститут Імператора Олександра ІІ;
- 1918—1934 рр. — Київський політехнічний інститут;
- 1934—1948 рр. — Київський індустріальний інститут;
- 1948—1968 рр. — Київський ордена Леніна політехнічний інститут;
- 1968—1992 рр. — Київський ордена Леніна політехнічний інститут ім. 50-річчя Великої Жовтневої соціалістичної революції;
- 1992—1995 рр. — Київський політехнічний інститут;
- 1995—2016 рр. — Національний технічний університет України «Київський політехнічний інститут». (Указ Президента України за № 289/95 від 8 квітня 1995 року «Про Київський політехнічний інститут»);
- 2016 р. — Національний технічний університет України «Київський політехнічний інститут імені Ігоря Сікорського» (Наказ МОН України від 17.08.2016 № 992 "Про надання Національному технічному університету України найменування «Київський політехнічний інститут»)[11]. Скорочена назва «КПІ ім. Ігоря Сікорського»[12].

Активно розвиваючись, Київський політехнічний інститут став базою розширення та зміцнення мережі вишів Києва, України. У 1923—1933 роках і протягом останніх років на базі факультетів та окремих спеціальностей КПІ було створено декілька інститутів, університетів, академій. З іншого боку, до теперішнього складу університету ввійшли відомі навчальні заклади України. Так у Військовому інституті телекомунікацій та інформатизації НТУУ «КПІ» офіційною датою створення вважається 1 березня 1919 р. — день затвердження Реввоєнрадою республіки проєкту штатів Інженерних курсів з підготовки командного складу Робітничо-селянської Червоної Армії, які в 1937 році стали основою для Київського військового училища зв'язку ім. М. І. Калініна. Видавничо-поліграфічний інститут [з 6 вересня 2004 року], який ввійшов до складу КПІ у 1989 році, був заснований 1 січня 1954 році у Києві на базі художньо-ремісничого училища поліграфістів № 18, як навчально-консультативний пункт (УКП) Московського поліграфічного інституту.
1974 року далекосяжний генеральний план розвитку КПІ був розглянутий архітектурною громадськістю м. Києва та Союзом архітекторів СРСР і затверджений Держбудом і урядом України, а 1975 року у КПІ розпочалося велике будівництво. У 1988 за впроваджені проєкти розбудови кампусу, колектив на чолі з головним архітектором КПІ Володимиром Лиховодовим отримав Державну премію УРСР в галузі архітектури.

## Сьогодення
Сьогодні Національний технічний університет України «Київський політехнічний інститут імені Ігоря Сікорського» — найбільший вищий навчальний заклад України, один із найдавніших і найбільших технічних університетів світу. Університет працює і розвивається як кампус, в якому на одній території у 160 гектарів зручно поєднані умови для навчання та спорту, підвищення рівня культурного, наукового та інтелектуального розвитку, відпочинку всього 50-тисячного колективу. Головною метою діяльності університету є підготовка висококваліфікованих фахівців і проведення наукових досліджень для «проривного» розвитку економіки України, насамперед з таких пріоритетних напрямків:
- сучасні технології в галузі інформатики, машинобудування, хімії, матеріалознавства;
- інформаційні мережі та інформаційні телекомунікаційні технології;
- проблеми енергозбереження і розвиток енергоощадних технологій;
- моніторинг і охорона навколишнього середовища;
- ліквідація наслідків ядерних і техногенних катастроф;
- космічні та авіаційні технології;
- дослідження і використання людських ресурсів;
- біотехнологія, біотехніка та медична інженерія;
- системний аналіз і прийняття рішень та ін.

|                                                                    |  |  |
| Монета, присвячена "100 років Київському політехнічному інституту" |  |  |

Університет є одним з ініціаторів та безпосереднім учасником реформування вищої освіти, впровадження ступеневої системи навчання, активним прихильником приєднання України до Болонського процесу. Одним з перших університетів України НТУУ «КПІ» у вересні 2003 року приєднався до співдружності університетів, які підписали «Велику Хартію Університетів» Європи («Magna Charta Universitatum»).

### Міжнародна співпраця
Департамент міжнародного співробітництва здійснює організаційне, методичне та представницьке забезпечення міжнародного співробітництва університету. Міжнародне співробітництво, зовнішньоекономічна діяльність НТУУ «КПІ» здійснюються згідно з чинним законодавством України, Статутом НТУУ «КПІ» та нормативною базою університету за зазначеними напрямками.
Співробітництво із закордонними партнерами та підготовка фахівців із числа іноземних громадян у КПІ розпочалася з дня його заснування.
Особливо широкого розмаху набула підготовка фахівців для закордонних країн у повоєнний період. За роки своєї діяльності КПІ підготував більше 5000 інженерів, кандидатів, докторів наук для 112 країн світу.
Серед випускників КПІ з числа іноземних громадян відомі інженери, конструктори, видатні вчені, викладачі, професори університетів, ректори, міністри і державні діячі.
На сьогодні міжнародне співробітництво КПІ здійснюється ректоратом, Відділенням міжнародних зв'язків, факультетами, кафедрами, НДІ, окремими підрозділами та фахівцями за такими напрямками:
- підготовка спеціалістів із числа іноземних громадян (бакалаврів, спеціалістів, магістрів, кандидатів, докторів наук);
- співробітництво із закордонними університетами-партнерами на основі міждержавних, міжуніверситетських угод;
- участь у різних міжнародних проєктах, програмах, наприклад, у TEMPUS (TACIS), COPERNICUS, європейській асоціації студентів аерокосмічної галузі «EUROAVIA» та інших;
- участь у міжнародній міжуніверситетській відеоконференц-мережі «ITSEA», що об'єднує провідні технічні ВИШі Європи та надає студентам і викладачам доступ до єдиної бази знань, можливість спілкуватися у дійсному часі і проводити спільні освітні заходи.[15]
- виконання наукових досліджень на замовлення іноземних партнерів;
- співпраця з Університетом Шеффілда;
- співпраця з SpaceX[16];
- співробітництво в соціальній, гуманітарній сфері.

### Мовний режим в КПІ ім. Ігоря Сікорського
КПІ зробив значний внесок у переведення вищої технічної освіти на українську мову викладання[джерело?]. Саме на основі університету було створено науково-термінологічну комісію, яка готувала навчально-методичне підґрунтя українською мовою, якою нині користуються викладачі технічних дисциплін в інших технічних університетах. Навчання українських студентів в університеті на теперішній час здійснюється українською мовою.
Навчання іноземних студентів проводиться трьома мовами: англійською, українською і російською. Вибір мови здійснюється самими студентами-іноземцями із поступовим переведенням навчання на англійську як єдину мову викладання для іноземних студентів.
Але дискусії про мовний режим залишаються нагальними, зважаючи на демократичні традиції у ВНЗ.

### Запуск у космос наносупутника
3 січня 2023 року, у США ракета Falcon 9 компанії SpaceX запустила в космос наносупутник PolyITAN-HP-30. Його створили наукові співробітники КПІ імені Ігоря Сікорського, команда до 10 осіб, серед яких — конструктори, програмісти та випробувачі. Завдання супутника — провести науковий експеримент, чи зможуть теплові труби стати основним елементом систем термостабілізації космічних апаратів. Вартість такого супутника становить 60-80 тисяч доларів без комплектувальних систем.

## Війна
В 2022 році, під час повномасштабного вторгнення Російської Федерації в Україну, Київський політехнічний інститут імені Ігоря Сікорського зіткнувся з новими викликами, які виникли внаслідок конфлікту.

### Підтримка оборони та благодійність
КПІ виявив активну підтримку оборони країни. Університет створив благодійний фонд для закупівлі військового обладнання за запитами студентів і випускників, які долучилися до ЗСУ.

### Співпраця з Університетом Шеффілда
Університет Шеффілда почав співпрацю з КПІ в рамках якої надає широкий спектр практичної допомоги. Партнерство передбачає пожертвування Університетом Шеффілда суми в £20 000 для створення бомбосховищ у кампусі КПІ, надання лабораторного обладнання і відкриття доступу до своїх бібліотечних ресурсів, що дозволить співробітникам та студентам КПІ отримувати доступ до широкого спектру онлайн-журналів, текстів та ресурсів.

### Перенесення інформаційних систем в хмарне середовище
Одним з важливих кроків, які КПІ здійснив, було перенесення його критичної цифрової інфраструктури до хмарного сховища. Це дозволило забезпечити функціонування університету віртуально, зокрема проводити навчання у віддаленому режимі та забезпечувати управління та зберігання великих обсягів даних. Ініціатором цього процесу став випускник КПІ Андрій Губський, який звернувся до своїх партнерів з проханням надати допомогу у питаннях комунікації з Міністерством цифрової трансформації. Завдяки його зусиллям було налагоджено співпрацю з компанією Amazon та реалізовано сам процес міграції критичної цифрової інфраструктури у хмарне середовище. Процес міграції тривав один місяць.

### Пункти незламності
На території кампусу університету функціонує декілька пунктів незламності. Один з них знаходиться в першому корпусі. Його створили співробітники Департаменту майнових і соціальних питань. Приміщення обладнане ноутбуками, швидкісним інтернетом Starlink, світлом і приладами для друку. Пункт розміщено в 157-му кабінеті. Усього на території КПІ функціонує не менше п'яти таких пунктів.

### Бомбосховища
В 2024 році у КПІ відкрили перше в Україні смартукриття для студентів CLUST SPACE, яке створюється в підвальному приміщенні центральної бібліотеки площею 600 квадратних метрів. Організатором проєкту виступив засновник компанії CLUST Руслан Тимофєєв. Дизайн-проєкт мультифункціонального укриття розробила студія архітектора Павла Пекера, який має досвід роботи з подібними проєктами в Іраку та Лівії.

23.06.2025го року, Знищена будівля КПІ ім. Ігоря Сікорського.

## Структура університету

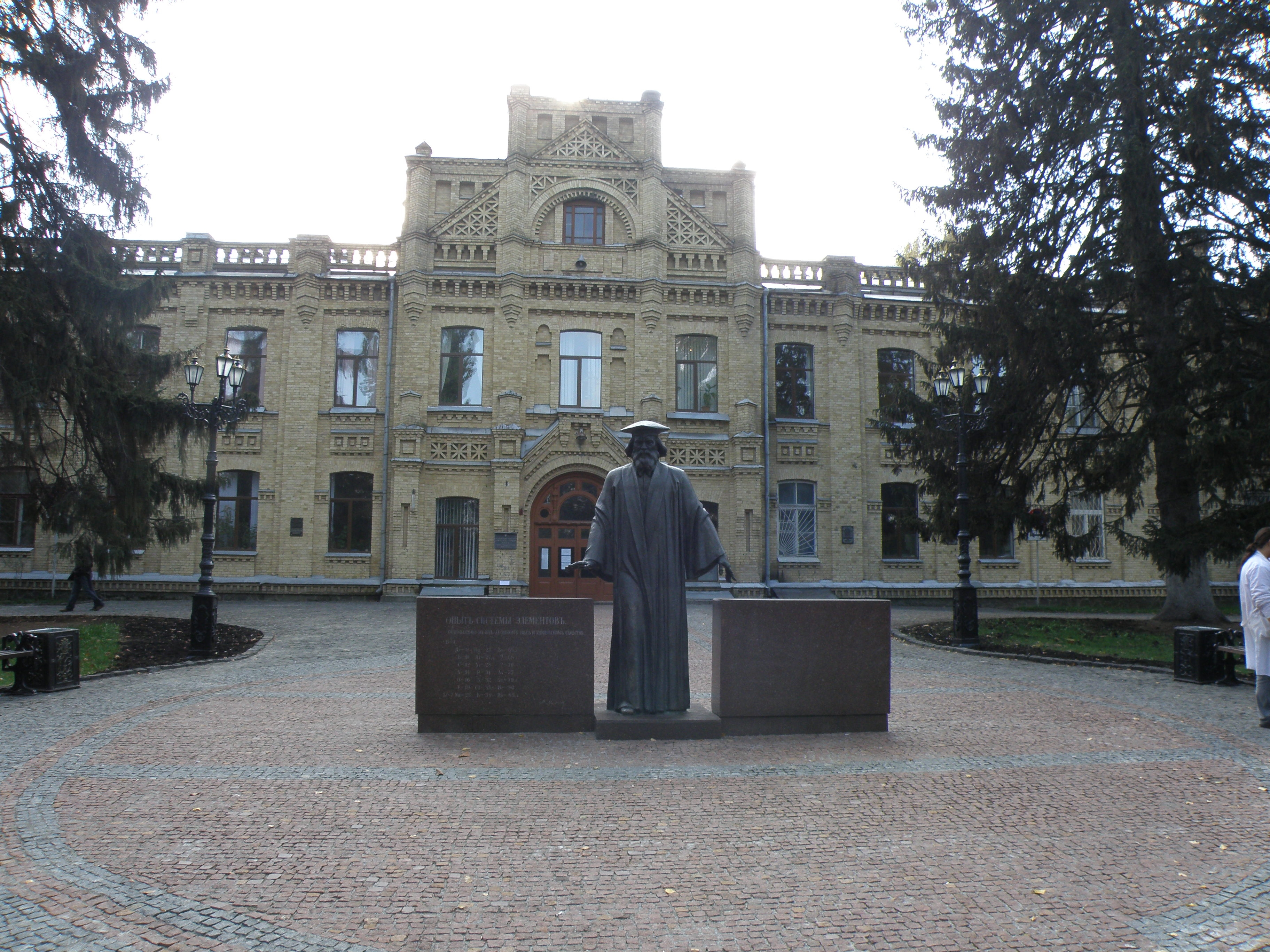
Пам'ятник Д. І. Менделєєву навпроти корп. № 4 НТУУ «КПІ», де розташований хіміко-технологічний факультет

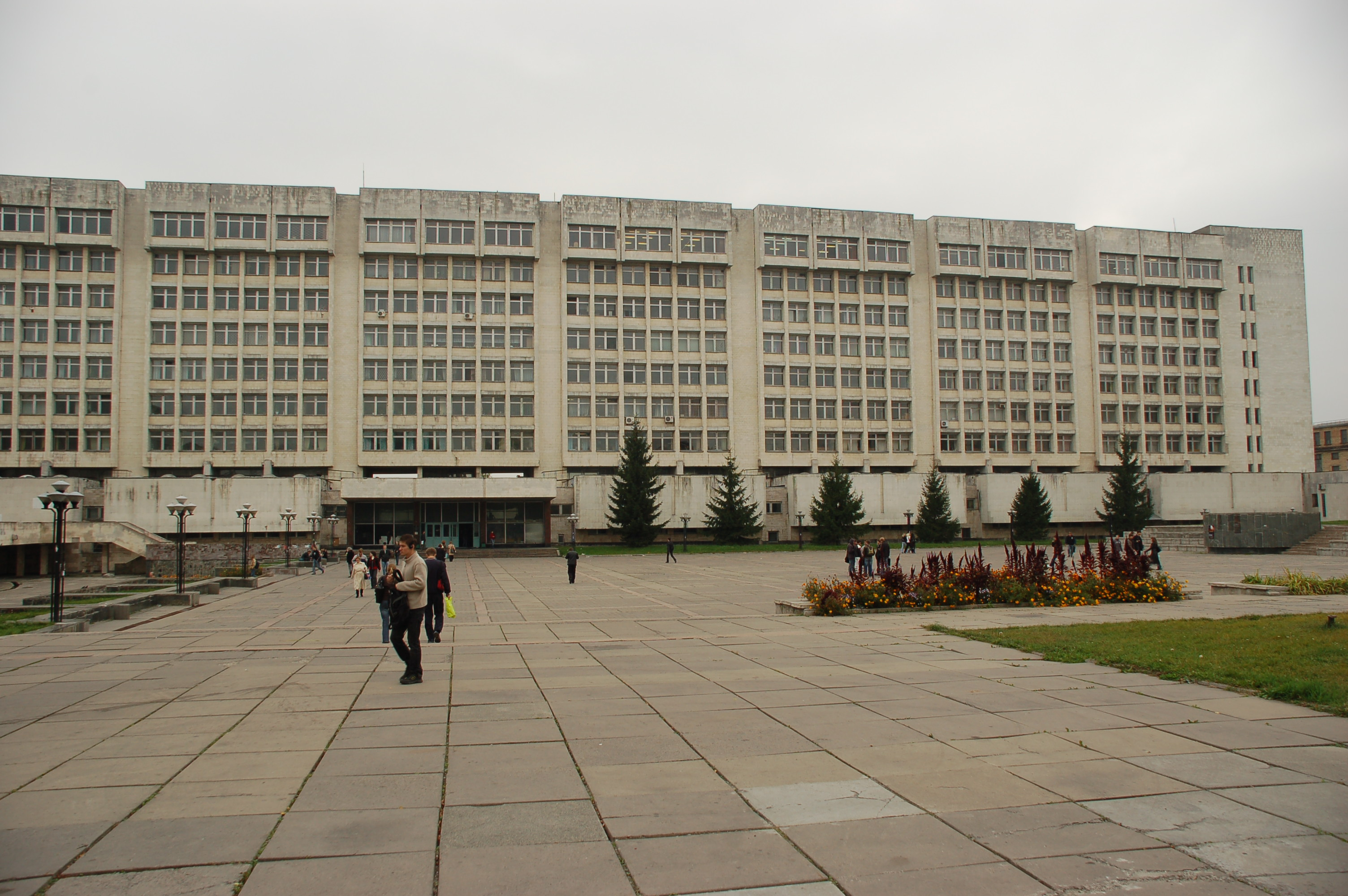
Навчальний корпус № 7 — найбільша будівля КПІ

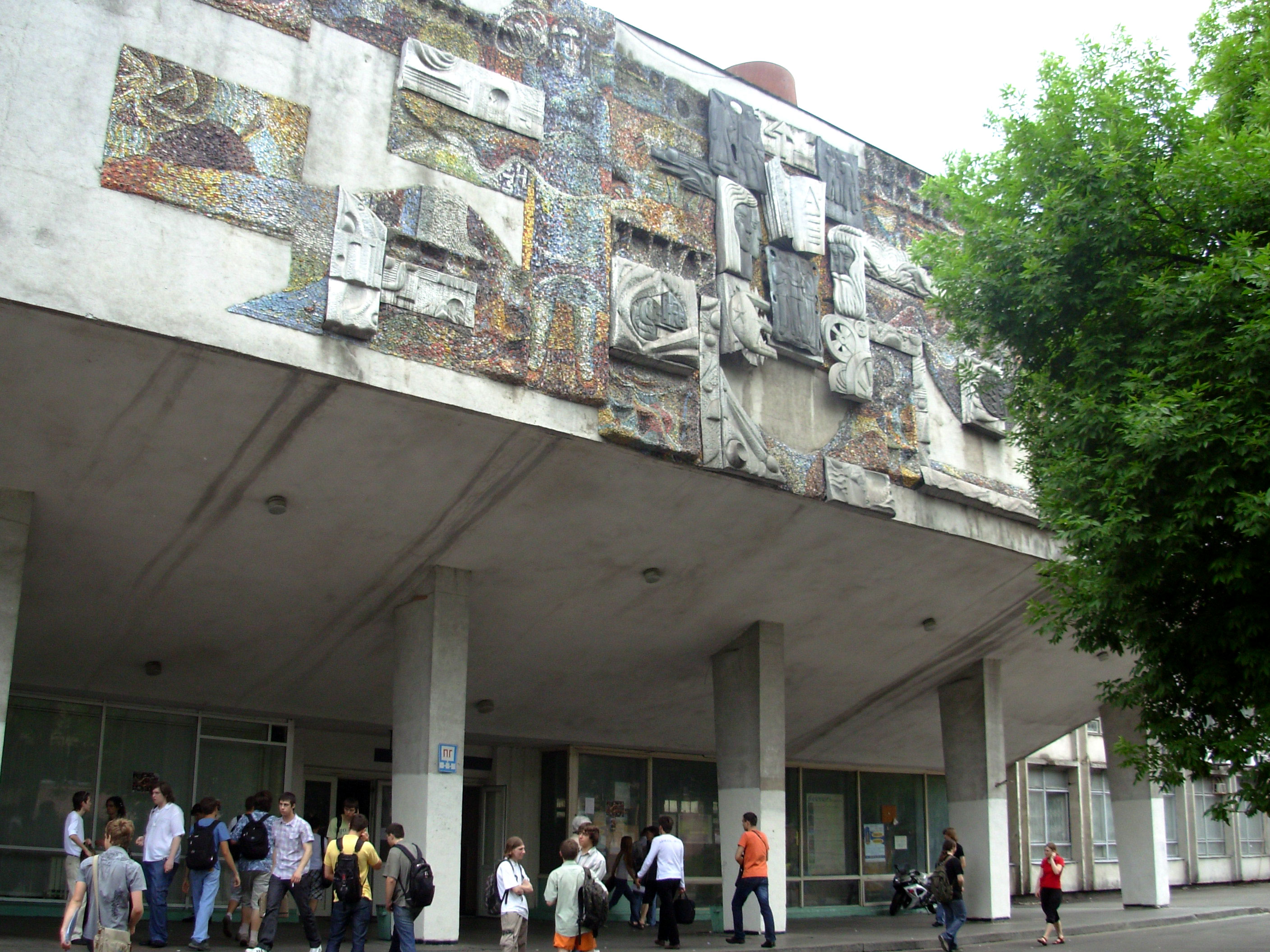
Корпус № 18

### Факультети
- Інженерно-хімічний факультет (ІХФ)
- Приладобудівний факультет (ПБФ)
- Радіотехнічний факультет (РТФ)
- Факультет біомедичної інженерії (ФБМІ)
- Факультет біотехнології і біотехніки (ФБТ)
- Факультет електроенерготехніки та автоматики (ФЕА)
- Факультет електроніки (ФЕЛ)
- Факультет інформатики та обчислювальної техніки (ФІОТ)
- Факультет лінгвістики (ФЛ)
- Факультет менеджменту та маркетингу (ФММ)
- Факультет прикладної математики (ФПМ)
- Факультет соціології і права (ФСП)
- Фізико-математичний факультет (ФМФ)
- Хіміко-технологічний факультет (ХТФ)

### Інститути
- Видавничо-поліграфічний інститут (ВПІ)
- Інститут аерокосмічних технологій (ІАТ)[30]
- Інститут атомної та теплової енергетики (ІАТЕ)[31]
- Інститут енергозбереження та енергоменеджменту КПІ ім. Ігоря Сікорського (IEE)
- Інститут матеріалознавства та зварювання ім. Є.О. Патона КПІ ім. Ігоря Сікорського (ІМЗ)
- Інститут прикладного системного аналізу (ІПСА)
- Інститут спеціального зв'язку та захисту інформації (ІСЗЗІ)
- Інститут телекомунікаційних систем (ІТС)
- Механіко-машинобудівний інститут (ММІ)
- Фізико-технічний інститут (ФТІ)

### Відокремлені структурні підрозділи

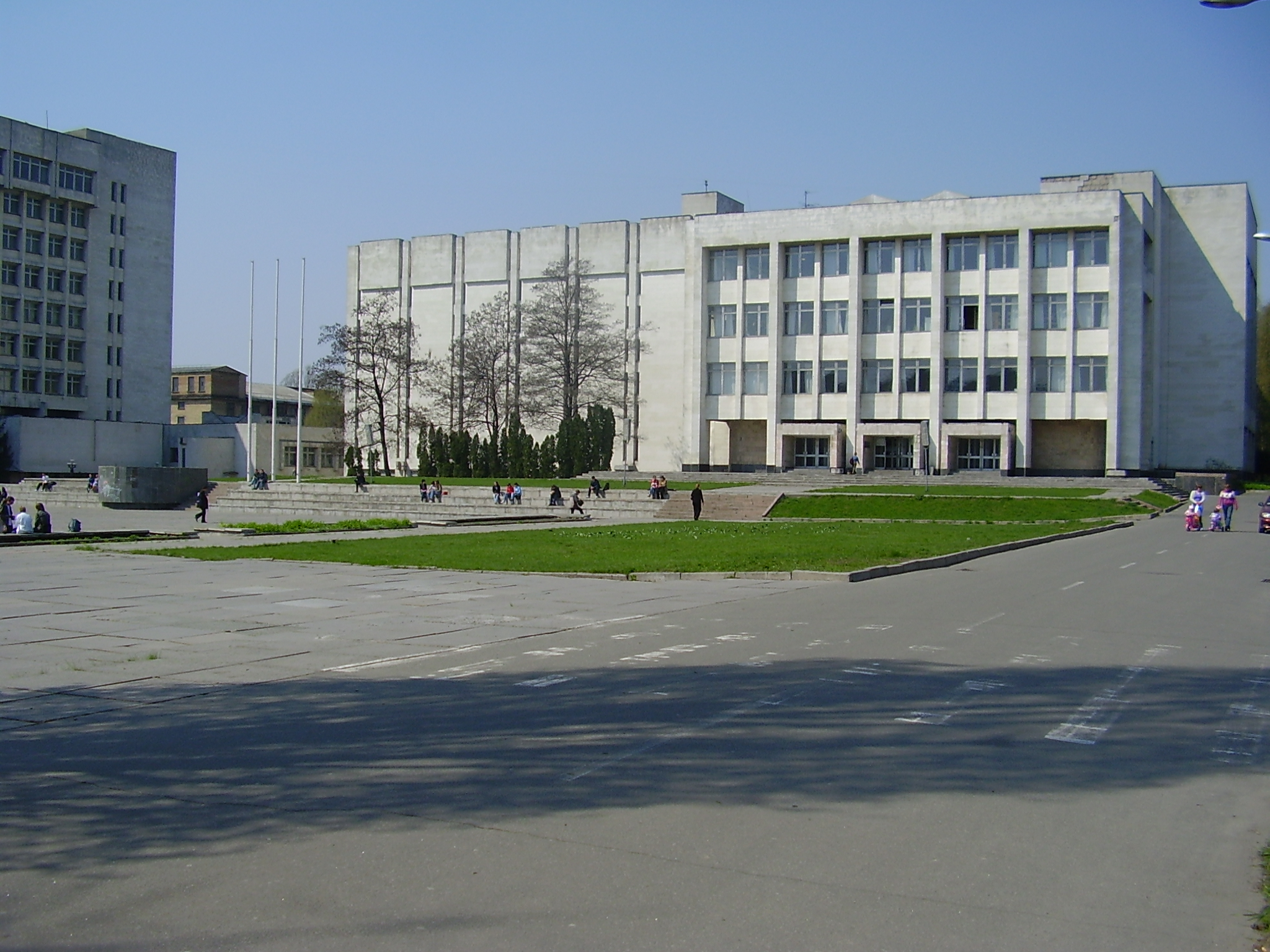
Науково-технічна бібліотека КПІ

- Навчально-науковий центр інноваційного моніторингу якості освіти (ІМЯО)
- Навчально-методичний комплекс «Інститут післядипломної освіти» (ІПО)
- Славутицька філія[32][33]
- Конструкторське бюро інформаційних систем (КБІС)[34]
- Науково-Технічне Об'єднання «КПІ-Телеком» (КПІ-Телеком)[35]
- Центр міжнародної освіти КПІ ім. Ігоря Сікорського (ЦМО)[36]
- Спільний Українсько-німецький центр машинобудування (СУНЦМ)[37]
- Кафедра військової підготовки
- Академія CISCO[38] і Linux Professional Institute:[39] корпус 12, лабораторія 219; корпус 17, лабораторія 318

Наукові підрозділи
- Науково-технічна бібліотека
- Державний політехнічний музей
- Вчена Рада КПІ ім. Ігоря Сікорського[40]
- Науковий парк «Київська політехніка»[41]

## Ректори
- Кирпичов Віктор Львович, перший ректор, професор (1898—1902)
- Коновалов Михайло Іванович, професор (1902—1904)
- Зворикін Костянтин Олексійович, професор (1904—1905)
- Чирвинський Микола Петрович, виборний ректор, професор (1905—1906)
- Тимофєєв Володимир Федорович, професор (1906—1908)
- Дементьєв Костянтин Григорович, професор (1908—1911)
- Жуков Іван Діомидович, професор (1911—1917)
- Єрченко Петро Феофанович, професор (1917—1919)
- Де-Метц Георгій Георгійович, професор (1919—1920)
- Ступін Олексій Якович, в.о.ректора, професор (1919—1920)
- Веселовський Сергій Феофанович, професор (1920—1921)
- Кухаренко Іван Антонович, професор (03.1921 — 12.1921)
- Бобров Вікторін Флавіанович, професор (1921—1929)
- Мельников Дмитро Федорович, професор (1929—1930)
- Єфімов Микола Пилипович, професор (1934—1936)
- Жихарєв Павло Григорович, професор (12.1936 — 08.1937)
- Шпилько Микола Пилипович, професор (1937—1941)
- Величківський Микола Іванович, професор (1941—1942, в окупації)
- Плигунов Олександр Сергійович, професор (1944—1952)
- Гриднєв Віталій Никифорович, академік АН УРСР (1952—1955)
- Швець Іван Трохимович, академік АН УРСР (09.1955—12.1955)
- Плигунов Олександр Сергійович, професор (1955—1971)
- Денисенко Григорій Іванович, член-кореспондент НАН України (1971—1987)
- Таланчук Петро Михайлович, професор (1987—1992)
- Згуровський Михайло Захарович, академік НАН України (1992 — 2024)
- Мельниченко Анатолій Анатолійович, кандидат філософських наук, професор (2024 — )

## Почесні доктори і випускники

### Випускники
- Атрощенко Василь Іванович — хімік-технолог, педагог, розробник методів виробництва азотної кислоти.
- Барвінок Борис Володимирович — інженер, автор технічно-наукових праць
- Бардін Іван Павлович — вчений-металург, конструктор першої промислової устави для безперервного розливання сталі.
- Бідюк Петро Іванович — професор кафедри математичних методів системного аналізу Навчально-наукового комплексу «Інститут прикладного системного аналізу», доктор технічних наук, створив наукову школу в галузі моделювання і статистичного прогнозування нелінійних нестаціонарних процесів різної природи.
- Борисов Георгій Павлович — український науковець-матеріалознавець, педагог, доктор технічних наук, випускник кафедри ливарного виробництва (1958).
- Васиньчук Антін Клементійович — визначний український громадський діяч та політик Холмщини та Підляшшя[42].
- Власенко Василь Михайлович — український учений в галузі хімічної технології, кінетики і каталізу, доктор хімічних наук (1967), професор (1971), член-кореспондент НАН України (1976), заслужений діяч науки і техніки України (1991), лауреат Державної премії України в галузі науки і техніки (1970).
- Гармаш Олександр Андрійович — український радянський науковець у галузі технології будівельного виробництва, обґрунтував теорію будівельного виробництва, теорію ліквідації сезонності у будівництві.
- Гогоці Юрій Георгійович — видатний український науковець в галузі хімії, матеріалознавства та нанотехнологій.
- Духовний Олександр — головний рабин Києва і України громад прогресивного юдаїзму, духовний лідер Релігійного Об'єднання громад прогресивного юдаїзму України.
- Згурський Валентин Арсентійович — київський міський голова (1979–1990).
- Калашников Борис Сергійович — український кіноінженер.
- Комар Антон Пантелеймонович — фізик, здійснив запуск першого в СРСР бетатрона.
- Корольов Сергій Павлович — керівник радянської космічної програми.
- Кузнєцов Юрій Миколайович  — науковець та педагог, професор кафедри конструювання верстатів і машин, доктор технічних наук
- Курдюмов Микола Васильович — ентомолог, засновник сільськогосподарської ентомологій в Україні, відкривач низки нових для науки видів комах
- Люлька Архип Михайлович — конструктор турбореактивних двигунів.
- Мокренко Анатолій Юрійович — оперний співак (баритон), генеральний директор і художній керівник Національної опери України імені Тараса Шевченка.
- Патон Борис Євгенович — вчений у галузі зварювальних процесів, металургії і технології металів; Президент АН України (з 1962), перший нагороджений званням Герой України.
- Привалко Валерій Павлович — вчений у галузі фізико-хімії полімерів; лауреат премії ім. Л. В. Писаржевського НАН України за цикл наукових праць «Фізико-хімія гетерогенних полімерних систем».
- Сігал Ісаак Якович — вчений, дослідник методів захисту атмосфери від промислових забруднень.
- Сікорський Ігор Іванович — конструктор перших у світі багатомоторних літаків, конструктор першого у світі гелікоптера.
- Сухомел Георгій Йосипович — вчений-гідрограф.
- Табенська Юлія Олександрівна — живописець, художниця книги, дизайнерка, педагог.
- Фіалков Яків Анатолійович — хімік, дослідник комплексних сполук кольорових металів.
- Челомей Володимир Миколайович — конструктор безпілотних літальних апаратів (ракет), один з засновників радянської космічної програми.
- Чиженко Іван Миронович — український вчений у галузі електротехніки.
- Шишко Олександр Сергійович — старший солдат ЗСУ, учасник російсько-української війни, загинув 2014 року у боях за Металіст.
- Штаєрман Ілля Якович — математик і механік.
- Черняховський Павло Григорович — український кінооператор.
- Шац Михайло Ірмович — український кінооператор.
- Шумовський Арсен — голова Товариства «Волинь» та Інституту Дослідів Волині у Вінніпезі (в Канаді).
- Бабенко Андрій Єлисейович — фахівець у галузі механіки. Доктор технічних наук (1996), професор (1998).
- Вакуленко Костянтин Миколайович — фахівець у галузі електромеханіки. Брат М. Вакуленка. Доктор технічних наук. (1986), професор (1990).
- Лєщук Олександр Олександрович — фахівець у галузі комп'ютерного матеріалознавства. Доктор технічних наук (1986). Зав. відділу фізико-механічних властивостей надтвердих і композиційних матеріалів Інституту надтвердих матеріалів ім. В. М. Бакуля.
- Струков Михайло Михайлович — американський авіаконструктор.
- Тхоржевський Дмитро Олександрович — український вчений, педагог, доктор педагогічних наук (1976), професор.
- Фуркан Андич — турецький актор, який навчався в цьому університеті.
- Ющенко Костянтин Андрійович — матеріалознавець, академік НАН України.

### Науковці

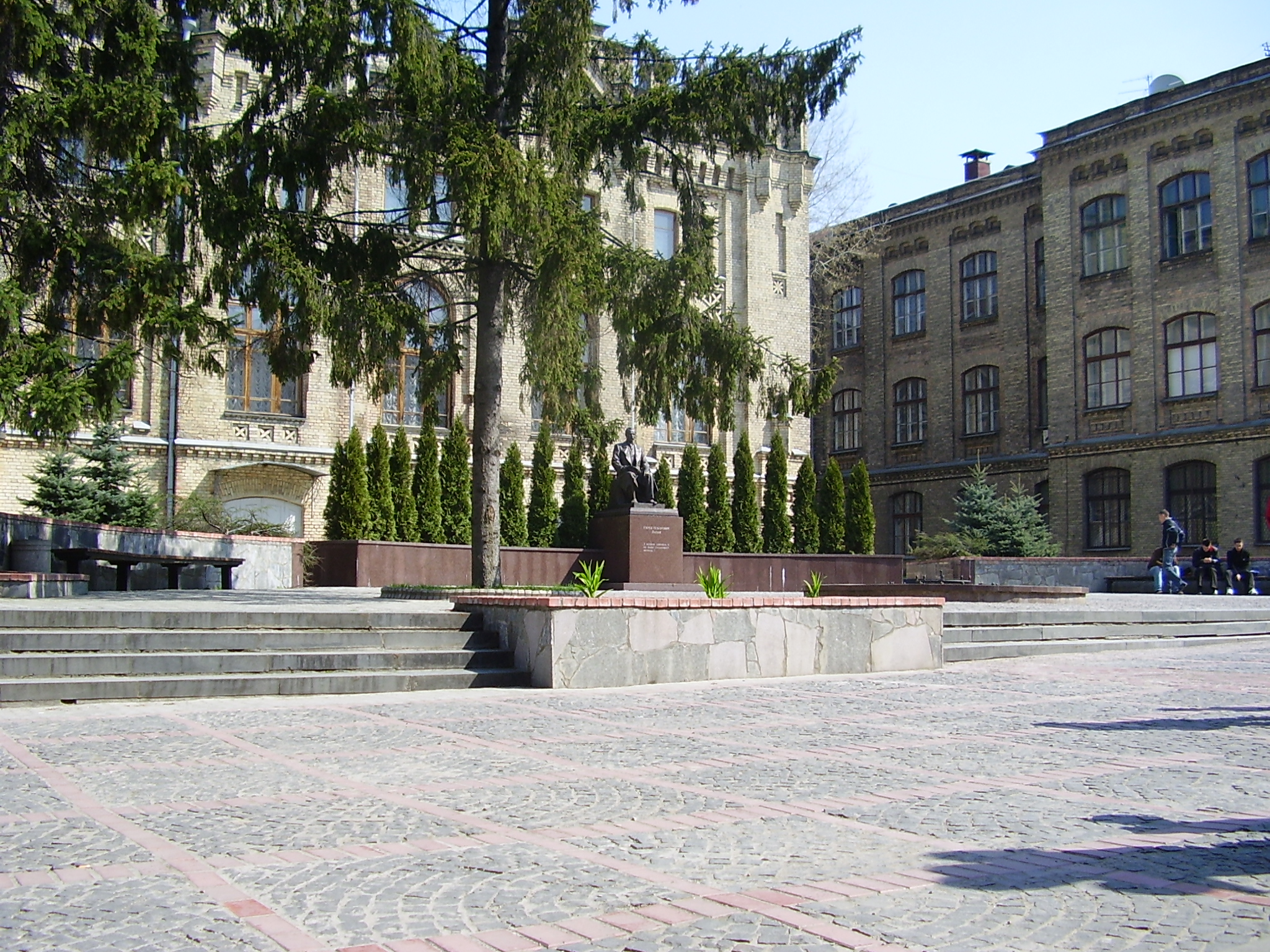
Пам'ятник Патону

- Алексєєв Євген Венедиктович — лісознавець, професор;
- Алентьєв Олександр Олександрович — хімік-технолог, професор;
- Артем'єв Микола Андрійович — електротехнік, засновник кафедри електротехніки, розробник проєктів першої в Харкові центральної електростанції та електромережі міста;
- Бялік Олег Михайлович — металознавець та матеріалознавець, доктор технічних наук, у різні роки — проректор інституту, декан інженерно-фізичного факультету, завідувач кафедри металознавства та термічної обробки.
- Гермаш Людмила Павлівна — фізик, професор;
- Зіньковський Юрій Францович — радіоелектронік, радіотехнік, доктор технічних наук, завідувач та професор кафедри радіоконструювання та виробництва радіоапаратури.
- Іщенко Ніна Григорівна — філологиня-мовознавиця, доктор філологічних наук.
- Карачун Володимир Володимирович — науковець у галузі інженерії та механіки, завідувач кафедри технічної механіки (1994—2001) та заснованої ним кафедри біотехніки та інженерії (2001—2012).
- Карпачов Юрій Андрійович — науковець у галузі аерокосмічних технологій, інженер-конструктор, професор кафедри теоретичної механіки, завідувач науково-дослідної лабораторії Міжгалузевого науково-дослідного інституту проблем механіки «Ритм» при КПІ (1990—2016).
- Клесов Олег Іванович — доктор фізико-математичних наук, професор, заслужений працівник освіти України[43].
- Кочо Валентин Степанович — засновник і завідувач кафедрою АТЕП теплоенергетичного факультету, доктор технічних наук, професор.
- Кошляков Володимир Миколайович — професор кафедри теоретичної механіки (1978—1994).
- Кравчук Михайло Пилипович — математик, академік АН УРСР, працював в КПІ з 1921 по 1938 рік;
- Лукач Юрій Юхимович — матеріалознавець, доктор технічних наук, завідувач кафедри машин та апаратів хімічних і нафтопереробних виробництв (1973—1999).
- Менделєєв Дмитро Іванович — хімік, автор періодичної таблиці хімічних елементів;
- Мітченко Тетяна Євгенівна — вчений у галузі очищення води.
- Недужко Ігор Маркович — український кінооператор;
- Патон Євген Оскарович — вчений у галузі зварювальних процесів і мостобудування;
- Постников Іван Матвійович — вчений у галузі електротехніки;
- Правдич-Немінський Володимир Володимирович — фізіолог і біохімік, працював з 1920 до 1929 року.
- Рудник Сергій Сергійович — український вчений у галузі різання металів;
- Рузський Дмитро Павлович — вчений у галузі прикладної механіки;
- Сігорський Віталій Петрович — доктор технічних наук, професор, заслужений діяч науки і техніки України;
- Сльозкін Петро Родіонович — агроном, професор;
- Смола Лідія Євстахіївна — доктор політологічних наук;
- Сьомик Аркадій Павлович — металознавець та матеріалознавець, доктор технічних наук, у різні роки — декан інженерно-фізичного факультету, завідувач кафедри ливарного виробництва чорних та кольорових металів.
- Тимошенко Степан Прокопович — механік, основоположник школи прикладної механіки;
- Ященко Ярослав Володимирович — вчений у галузі енергетики;

### Почесні доктори
- Патон Борис Євгенович — Академік НАН України, директор Інституту електрозварювання НАН України, 01.06.1998,
- Новиков Микола Васильович — Академік НАН України, директор Інституту надтвердих матеріалів НАН України, 01.06.1998,
- Шидловський Анатолій Корнійович — Академік НАН України, директор Інституту електродинаміки НАН України, 01.06.1998,
- Трощенко Валерій Трохимович — Академік НАН України, директор Інституту проблем міцності НАН України, 29.06.1998,
- Свєчников Сергій Васильович — Академік НАН України, директор Інституту фізики напівпровідників НАН України, 29.06.1998,
- Найдек Володимир Леонтійович — Академік НАН України, директор Інституту металів і сплавів НАН України, 29.06.1998,
- Немошкаленко Володимир Володимирович — Академік НАН України, директор Інституту металофізики НАН України, 29.06.1998,
- Карп Ігор Миколайович — Академік НАН України, директор Інституту газу НАН України, 29.06.1998,
- Трефілов Віктор Іванович — Академік НАН України, директор Інституту проблем матеріалознавства НАН України, 29.06.1998,
- Кунцевич Всеволод Михайлович — Академік НАН України, директор Інституту космічних досліджень НАН України, 15.03.1999,
- Долінський Анатолій Андрійович — Академік НАН України, директор Інституту технічної теплофізики НАН України, 15.03.1999,
- Лебедєв Анатолій Олексійович — Академік НАН України, завідувач відділу Інституту міцності, 06.11.2000,
- Походня Ігор Костянтинович — Академік НАН України, директор Інституту мовознавства НАН України, 14.02.2001,
- Івахненко Олексій Григорович — Академік НАН України, Інститут кібернетики, 03.03.2003,
- Табачник Дмитро Володимирович — д.і.н., проф., Голова наглядової ради НТУУ «КПІ» з 2004 року, 01.11.2004, (вручення 30.11.2006)
- Кучма Леонід Данилович — Президент України 1994—2005 рр., 04.10.2010, (вручення 25.11.2010)
- Воронка Роман Остапович — Професор математики університету Нью-Джерсі, США
- Зірка Воронка — Професор лінгвістики університету Нью-Джерсі, США
- Ельмар Шрюфер — Зав. кафедрою електровимірювальної техніки ТУ Мюнхена, Німеччина
- Ергер Йоганнес — Доктор філософії РВВТШ Аахена, Німеччина
- Чжан Тун — Керівник корпорації «Велика стіна», Китай
- Чарльз Олбрайт — Голова факультету промислової техніки та зварювання університету Огайо, США
- Хорст Гарольд — Директор Інституту зварювання і промислових технологій, м. Магдебург, Німеччина
- Янішевський Василь Іванович — Професор Університету Торонто, Канада
- Армин Ісляйб — Доктор технічних наук, ТУ Магдебург, Німеччина
- Лю Цзеньфен — Міністр Генеральної Адміністрації цивільної авіації Китаю
- Каміл Ідрис — Генеральний директор Всесвітньої організації інтелектуальної власності при ООН, Заступник Генерального секретаря ООН
- Пол Шлейер — США, з 1990 р. — Президент Всесвітньої асоціації хіміків-теоретиків
- Армін Кляйбу — д.т. н., Університет Отто-фон-Геріке, Магдебург
- Карл Зайзінгер
- Осип Мороз — д.е.н., член Української Вільної Академії наук (УВАН, США)
- Ярослав Шепелявець — Керівник Української лютеранської церкви, США
- Тарас Гунчак — Доктор філософії, Член Американської асоціації сприяння розвитку науки, Української академії мистецтв і наук
- Карлос Альфредо Магарінос — Генеральний директор спеціалізованого агентства ООН з промислового розвитку (UNIDO)
- Мурли Манохар Джоші — вчений фізик, Міністр розвитку людських ресурсів, науки і технології Індії
- Ян Садлак — Директор Європейського Центру Вищої Освіти UNESCO
- Жорес Іванович Алферов — Академік, директор Інституту фізики АН Росії, лауреат Нобелівської премії, член Госдуми Росії
- Реджеп Тайіп Ердоган — Прем'єр-міністр Туреччини Голова нац. партії порятунку Колишній мер Стамбула (проєкти по аерокосмічному напрямку)
- Герберт Манг — Президент Академії наук Республіки Австрія, професор, доктор наук
- Муда Хассанал Болкиах Муизаддин Ваддаулах — Султан Брунею
- Дайсаку Ікеда — Президент «Сока Гаккай Інтернешнл»
- Васильєв Юрій Сергійович — Президент Санкт-Петербургського державного технічного університету (СПбГТУ)
- Володзімеж Курнік — Ректор Варшавського університету технологій, професор
- Френсіс Гаррі — Директор Всесвітньої організації інтелектуальної власності ООН, Ph.D.

## Наукові видання
- Журнал «Наукові вісті НТУУ „КПІ“»
- Журнал «Новітня освіта» (Advanced Education)
- Журнал «Mechanics and Advanced Technologies»
- Журнал «Электроника и связь»
- Журнал «Вісник НТУУ „КПІ“ Інформатика, управління та обчислювальна техніка»
- Журнал «Вода і водоочисні технології. Науково-технічні вісті»
- Збірник «Вісник НТУУ „КПІ“. Приладобудування»
- Збірник «Вісник НТУУ „КПІ“. Радіотехніка. Радіоапаратобудування»
- Збірник «Вісник НТУУ „КПІ“. Філософія. Психологія. Педагогіка»
- Збірник «Information Technology and Security» (Інформаційні технології та безпека)
- Збірник наукових праць «Економічний вісник НТУУ „КПІ“»
- Збірник наукових праць «Спеціальні телекомунікаційні системи та захист інформації»
- Збірник наукових праць «Сторінки історії»
- Збірник наукових праць «Технологія і техніка друкарства»
- Міжнародний науковий журнал «Innovative Biosystems and Bioengineering»
- Міжнародний науково-технічний журнал «Вісті вищих навчальних закладів. Радіоелектроніка» (Radioelectronics and Communications Systems)
- Міжнародний науково-технічний журнал «Системні дослідження та інформаційні технології»
- Науково-технічний журнал «Мікросистеми, Електроніка та Акустика»

## Радіо КПІ
2009 року розпочала роботу студентська радіостанція Національного Технічного Університету України «Київський Політехнічний Інститут». Радіостанція була створена як система гучномовців заради швидкого оповіщення студентів та працівників ВНЗ. Трансляція відбувалась в інтернеті та на гучномовцях, які розміщені на теренах кампусу і покривають вулицю Політехнічну та Площу знань.
Під час місцевих виборів 2015 року, в яких брали участь два співробітники Департаменту навчально-виховної роботи та студент ФІОТ, діяльність радіо була скандально зупинена адміністрацією КПІ, а саме приміщення наступного дня після виборів пограбоване невідомими. Нині радіо знову працює.
2017 року Радіо КПІ звинувачувалось у відсутності україномовного музичного контенту.

## Літня школа «Досягнення та застосування сучасної інформатики, математики та фізики»
Літня школа «Досягнення та застосування сучасної інформатики, математики та фізики» (англ. Summer School «Achievements and Applications of Contemporary Informatics, Mathematics and Physics» (AACIMP)) — міжнародний науково-освітній проєкт Наукового товариства студентів та аспірантів (НТСА) Національного технічного університету України «Київського політехнічного інституту» (НТУУ «КПІ»).
Літня Школа AACIMP традиційно проходить щосерпня (тривалістю два тижні) з 2006 року в НТУУ «КПІ» (м. Київ, Україна).
Цільова аудиторія проєкту — студенти, аспіранти та молоді спеціалісти в області точних та природничих наук.

## Нагороди та репутація
- Масштабний дослідницький центр QS Quacquarelli Symonds оприлюднив щорічний рейтинг найкращих університетів Європи, Середньої Азії та країн, що розвиваються, на 2022 рік. До списку потрапив й Національний технічний університет України Київський політехнічний інститут імені Ігоря Сікорського який посів 63 місце.[48]
- 2011 року, Національний технічний університет України «Київський політехнічний інститут» уперше потрапив до ТОП-700 рейтингу найкращих університетів світу[49]. У 2012 році він посів 650 місце.[50]
- У 2011, 2012 роках НТУУ «КПІ» обіймав перші місця у рейтингу українських вищих навчальних закладів за рівнем задоволеності освітою Компас[51]

## Нотатки
1. ↑  Сучасна назва з 17 серпня 2016 року, див.: наказ Міністерства освіти і науки України від 17 серпня 2016 року № 992 "Про присвоєння імені Національному технічному університету «Київський політехнічний інститут».